# Dobřichovice
Dobřichovice (tyska: Dobrichowitz) är en stad i Tjeckien. Den ligger i distriktet Praha-západ och regionen Mellersta Böhmen, i den centrala delen av landet, 21 km sydväst om huvudstaden Prag. Dobřichovice ligger 205 meter över havet och antalet invånare är 3 488 (2016).
Terrängen runt Dobřichovice är varierad. Dobřichovice ligger nere i en dal. Runt Dobřichovice är det ganska tätbefolkat, med 52 invånare per kvadratkilometer. Närmaste större samhälle är Modřany, 13,4 km nordost om Dobřichovice. Trakten runt Dobřichovice består till största delen av jordbruksmark.
Trakten ingår i den hemiboreala klimatzonen. Årsmedeltemperaturen i trakten är 8 °C. Den varmaste månaden är juli, då medeltemperaturen är 20 °C, och den kallaste är januari, med −6 °C. Genomsnittlig årsnederbörd är 941 millimeter. Den regnigaste månaden är juni, med i genomsnitt 126 mm nederbörd, och den torraste är mars, med 36 mm nederbörd.